# Поруа, Ироана
Ироана Поруа, более известный как Иро Поруа (фр. Hiroana Poroiae, Hiro Poroiae; род. 14 июня 1986, Таити, Французская Полинезия) — таитянский футболист, защитник клуба «Ману-Ура» и национальной сборной Таити.

## Клубная карьера
Футбольную карьеру начал в таитянском клубе «Ману-Ура», в котором играет и по сей день.

## Карьера в сборной
Дебютный матч за национальную сборную Таити провёл 30 августа 2007 года против сборной Тувалу в рамках Кубка наций ОФК 2008.
На Кубке наций ОФК 2012, который проходил на Соломоновых островах, Поруа сыграл один матч — против команды Самоа, а сборная Таити одержала победу на турнире.